# Józef Cieszkowski (oficer)
Józef Cieszkowski (ur. 3 lutego 1890 w Będzinie, zm. po 1939) – żołnierz Wojska Polskiego na Wschodzie oficer Wojska Polskiego w II Rzeczypospolitej, kawaler Orderu Virtuti Militari.

## Życiorys
Urodził się w Będzinie w rodzinie Michała i Eleonory z Kamockich. Absolwent Instytutu Agrotechnicznego w Belgii. W 1915 wstąpił do Legionu Puławskiego, a następnie do dywizjonu Ułanów Polskich. 22 sierpnia 1917 mianowany chorążym, a od 8 listopada służył w I Korpusie Polskim w Rosji  gen. Józefa Dowbora-Muśnickiego na stanowisku dowódcy plutonu.
W 1918 wstąpił do odrodzonego Wojska Polskiego i otrzymał przydział do 1 pułku Ułanów Krechowieckich na stanowisko adiutanta, a później dowodził plutonem w 4 szwadronie. W składzie macierzystego pułku wziął udział w wojnie polsko-bolszewickiej. W czasie walk pod Antonowem, w chwili gdy 4 szwadron został rzucony do szarży, przykład osobistej odwagi por. Cieszkowskiego nacierającego na masy atakującego wroga, porwał ułanów i umożliwił spokojny odwrót cofającym się oddziałom dywizji. Za czyn ten odznaczony został Krzyżem Srebrnym Orderu „Virtuti Militari”. Od 23 lutego 1921 awansował na stanowisko dowódcy szwadronu ciężkich karabinów maszynowych. W lutym 1922 został zwolniony z wojska i rozpoczął pracę jako administrator.
Na stopień majora został mianowany ze starszeństwem z 19 marca 1939 i 15. lokatą w korpusie oficerów rezerwy kawalerii. Po kampanii wrześniowej zaginął na terenie Związku Radzieckiego.

## Ordery i odznaczenia
- Krzyż Srebrny Orderu Wojskowego Virtuti Militari nr 2554[1] – 1921[3]
- Krzyż Niepodległości
- Krzyż Walecznych